# Strobilanthes erectus
Strobilanthes erectus är en akantusväxtart som beskrevs av C. B. Cl.. Strobilanthes erectus ingår i släktet Strobilanthes och familjen akantusväxter. Inga underarter finns listade i Catalogue of Life.